# جولي كريسماس
جولي كريسماس (بالإنجليزية: Julie Christmas)‏ هي مغنية أمريكية، ولدت في 25 ديسمبر 1975 في بروكلين في الولايات المتحدة.

## وصلات خارجية
- جولي كريسماس على موقع ميوزك برينز (الإنجليزية)
- جولي كريسماس على موقع أول ميوزيك (الإنجليزية)
- جولي كريسماس على موقع ديسكوغز (الإنجليزية)